# China Telecom
China Telecom är ett av Kinas största telekommunikationsföretag, sett till antal kunder. Bolaget har drygt 80 miljoner mobilabonnemang, drygt 60 miljoner bredbandsabonnemang och nära 200 miljoner vanliga telefonabonnemang i drift.

## Produkter och tjänster

### Markbunden telefoni
I september 2010 hade operatören 178 miljoner abonnenter.

### Bredband
I september 2010 hade operatören 61 miljoner abonnenter.

### Mobiltelefoni
Bolaget driver ett CDMA-baserat mobiltelefonnät, som köptes av China Unicom under sommaren 2008. I oktober 2008 hade operatören nära 30 miljoner abonnenter. I början av år 2009 tilldelades operatören en licens för att bygga och driva ett nationellt CDMA2000-nät. Under åren 2009 och 2010 ökade antalet abonnenter kraftigt.

#### Antal mobilkunder

##### 2010
- 31 december:
- 30 november:
- 31 oktober:
- 30 september: 82,98 miljoner
- 31 augusti: 79,94
- 31 juli: 77,32
- 30 juni: 74,52
- 31 maj: 71,50
- 30 april: 68,48
- 31 mars: 65,45
- 28 februari: 62,15
- 31 januari: 59,14

##### 2009
- 31 december: 56,09
- 30 november: 52,99
- 31 oktober: 49,92
- 30 september: 46,78
- 31 augusti: 43,81
- 31 juli:41,73
- 30 juni: 39,28
- 31 maj: 36,91
- 30 april: 34,71
- 31 mars: 32,84 miljoner
- 28 februari: 30,63 miljoner
- 31 januari: 28,93 miljoner

##### 2008
- 31 december: 27,91 miljoner
- 30 november: 27,97 miljoner
- 31 oktober: 28,40 miljoner
- 1 oktober: 29,08 miljoner